# Alessandro François
Alessandro François (Firenze, 1796 – Firenze, 1857) è stato un archeologo italiano.
Fu un erudito e commissario di guerra del Granduca di Toscana, a metà dell’800.

## Biografia
Effettuò molti scavi nell'Italia centro-meridionale e soprattutto in Toscana recuperando notevole materiale archeologico.

### Il vaso François

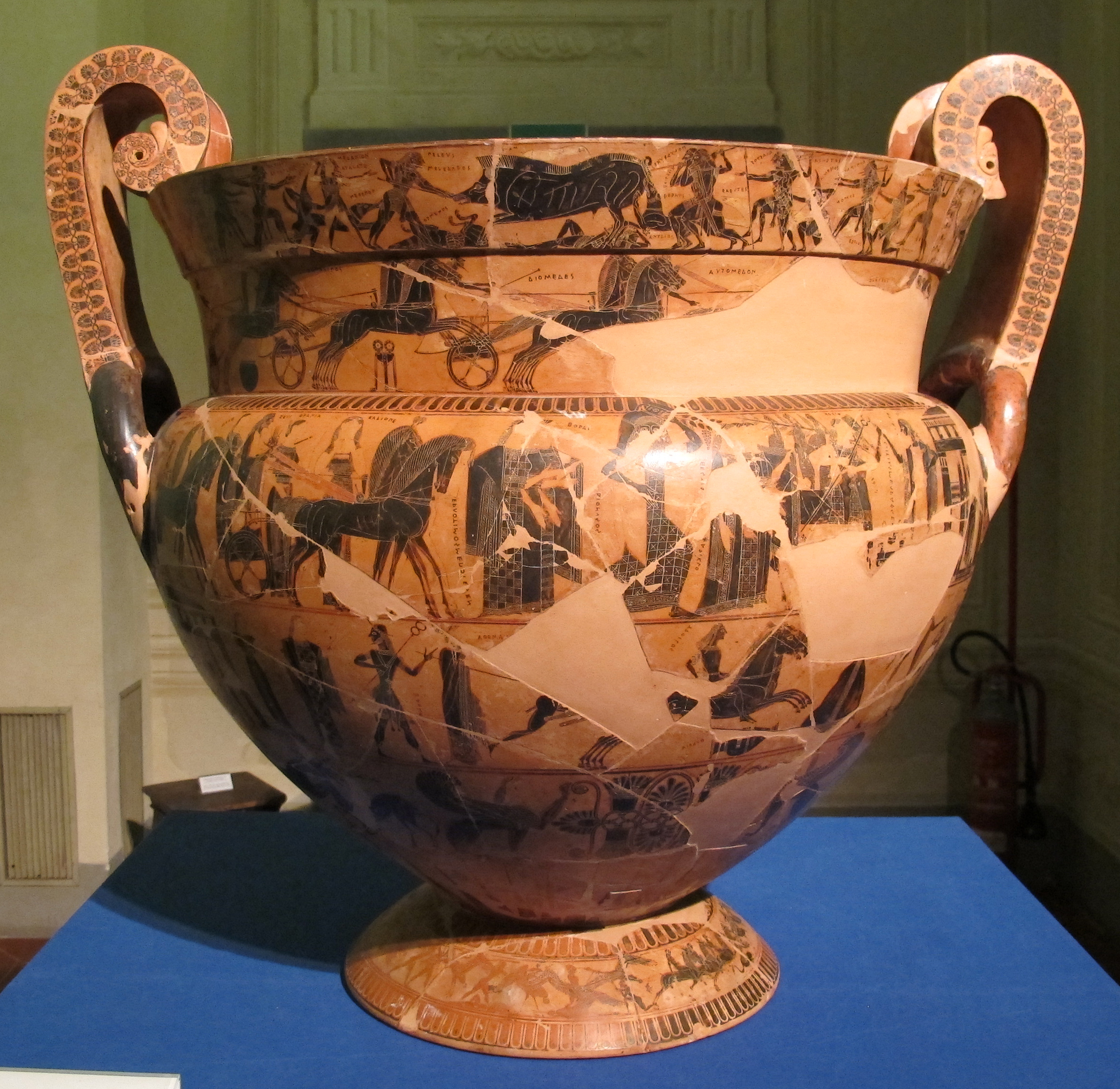
Il vaso François

Nel 1844 nei pressi di Chiusi in uno dei suoi scavi più famosi, che modificarono letteralmente il paesaggio della zona, rinvenne il cratere (vaso) che da lui prende il nome (vaso François). Opera di Ergotimos (vasaio) e Kleitias (pittore), questo capolavoro della ceramica a figure nere attica è databile al 560-550 a.C.; misura 66 cm di altezza e 57 cm di diametro massimo, su di esso sono rappresentate, su fasce orizzontali, figure mitologiche e episodi omerici.

### La Tomba François
Altro importante reperto è la tomba etrusca presso Vulci che prende sempre il suo nome (Tomba François). quest'ultima è ornata di pitture che rappresentano combattimenti tra Romani ed Etruschi e scene di sacrificio dei prigionieri troiani. Una delle figure della tomba rappresenta Mastarna (Servio Tullio VI Re di Roma).